# Xanthoparmelia evernica
Xanthoparmelia evernica är en lavart som beskrevs av Hale. Xanthoparmelia evernica ingår i släktet Xanthoparmelia och familjen Parmeliaceae.   Inga underarter finns listade i Catalogue of Life.